# Dichotomius costaricensis
Dichotomius costaricensis là một loài bọ cánh cứng trong họ Bọ hung (Scarabaeidae).